# Parafia św. Klary w Dobrej
Parafia pod wezwaniem Świętej Klary w Dobrej – parafia rzymskokatolicka należąca do dekanatu Nowogard, archidiecezji szczecińsko-kamieńskiej, metropolii szczecińsko-kamieńskiej. Siedziba parafii mieści się w Dobrej Nowogardzkiej przy ulicy Armii Krajowej. Prowadzą ją księża diecezjalni.